# プロスパー (企業)
株式会社プロスパーは、東京都渋谷区にあるものまねタレントを中心とした日本の芸能プロダクション。2013年6月以降、全タレントが株式会社オフィスKに移籍し、プロダクション業務全般に関しては現在行っていない。

## 概要
ショーパブ出演やタレント派遣営業が主な活動であったが、所属するタレントのアンドーひであきが、R-1ぐらんぷり2013において準優勝を手にし、その放送中からメディア関係、営業関連の出演オファーが殺到。4日間弱で200件以上のオファーがあり、事務員の増員を行った。また、同社グループ企業には、東京都新宿区新宿三丁目のショーパブ「そっくり館キサラ」を経営する児島企画エンタテインメントがある。

## グループ企業
- 児島企画
- 児島企画エンタテインメント
- キサラエンタープライズ

## 所属タレント
- 鮪男（ウルトラゴロー）